# Pehuenche
Pehuenche, indijanski narod araukanske porodice, nastanjen u južnom Čileu i susjednoj Argentini. Svoje ime dobili su po pinjonu (piñon; pehuen), češeru crnogoričnog drveta Araucaria araucana kojeg su koristili u svojoj prehrani. Dolaskom Španjolaca Pehuenchi su prihvatili konja, a iz njegovog mesa pripremali su charqui, na naročit način konzervirano suho i posoljeno konjsko (ponekad ljamino) meso, koje je moglo da stoji dugo prije upotrebe. Glavna religiozna svečanost je nguillatun, zajednička Mapučima, koja traje tri dana i održava se svake godine. Tom prilikom zahvalju se i mole božanstva i pretke za zajedničku dobrobit